# 덴 드레이프
덴 드레이프(네덜란드어: Den Dreef)는 벨기에 뢰번에 있는 축구 경기장으로, 2002년에 개장했다. 현재 OH 뢰번과 벨기에 여자 축구 국가대표팀의 홈 구장으로 사용고 있다.